# Parti populaire européen
Cet article concerne le parti politique. Pour le groupe parlementaire, voir Groupe du Parti populaire européen.
Pour les articles homonymes, voir EPP.
 (octobre 2012).
Si vous disposez d'ouvrages ou d'articles de référence ou si vous connaissez des sites web de qualité traitant du thème abordé ici, merci de compléter l'article en donnant les références utiles à sa vérifiabilité et en les liant à la section « Notes et références ».
Le Parti populaire européen (PPE) est un parti politique européen, regroupant à l'échelle du continent un ensemble de partis du centre, de centre droit et de droite d'inspiration démocrate chrétienne et libérale-conservatrice, disposant d'un groupe au Parlement européen et à l'Assemblée parlementaire du Conseil de l'Europe.
Fondé en 1976, le PPE compte plus de 70 partis membres de 40 pays différents, de nombreux chefs d'État et de gouvernement provenant de pays membres de l'Union européenne, treize membres de la Commission européenne, dont sa présidente Ursula von der Leyen, la présidente du Parlement Roberta Metsola ainsi que le groupe le plus important au sein du Parlement européen. Le PPE se décrit comme « une famille se situant au centre droit de l'échiquier politique, dont les racines puisent dans l'histoire et la civilisation du continent européen et qui a, dès l'origine, œuvré pour le projet européen ».

## Historique

### Fondation
Selon son site web, le Parti populaire européen est la « famille du centre droit politique, dont les racines remontent à l’histoire et la civilisation chrétienne du continent européen, et qui a agi en pionnier pour le projet européen depuis sa création ». Le PPE a été officiellement fondé le 8 juillet 1976 au Luxembourg sur l’initiative particulière du français Jean Seitlinger du Centre des démocrates sociaux et du premier ministre belge, Leo Tindemans du CD&V, qui est également devenu le premier président du parti.

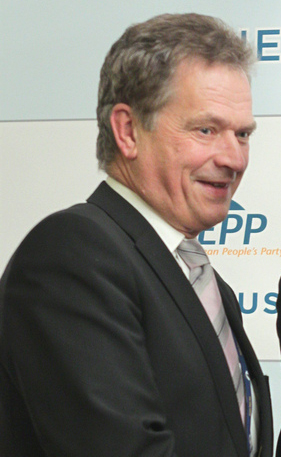
Sauli Niinistö, l'architecte de la fusion entre l'UDE et le PPE.

Il faut toutefois noter que bon nombre d’associations politiques de centre droit existaient déjà depuis longtemps et pourraient ainsi être considérées comme les prédécesseurs du PPE. Par exemple, l’association Nouvelles Équipes internationales, fondée en 1947; également son successeur l'Union européenne des démocrates-chrétiens (UEDC), fondée en 1965. Il a aussi été avancé que le PPE descend du Secrétariat international des partis démocratiques d'inspiration chrétienne (SPIDIC), fondé en 1925.
Ses statuts mentionnent l'objectif d'aller vers la création d'une fédération européenne et les partis fondateurs sont tous clairement pro-européens. Alors que les directeurs des parents nationaux jouent un rôle-clé dans les structures de la Confédération des partis socialistes de la Communauté européenne fondée deux ans plus tôt, le Parti populaire européen est largement organisé autour des membres du groupe démocrate-chrétien au Parlement européen.
Le PPE compte à sa fondation des membres dans sept des neuf pays membres de la Communauté européenne, les clivages religieux n'ayant pas joué de rôle dans la formation du paysage politique au Royaume-Uni et au Danemark. S'ils se rattachent tous à la démocratie-chrétienne, les partis membres ont des profils qui restent relativement différents. Alors que les démocrates-chrétiens allemands souhaitent se positionner clairement contre la gauche, les partis belges, italiens et néerlandais sont habitués à former des coalitions avec les sociaux-démocrates.

### Années 1970
En avril 1978, deux membres du Parti populaire européen, l'Union chrétienne-démocrate d'Allemagne et l'Union chrétienne-sociale en Bavière font partie, avec les conservateurs britanniques, scandinaves, autrichiens et portugais, des fondateurs de l'Union démocrate européenne. Le Parti populaire sud-tyrolien en devient également observateur, mais les autres partis refusent de rejoindre cette nouvelle organisation.
Un premier programme commun, relativement vague mais soulignant des valeurs communes telles que l'intégration européenne, la justice, la liberté, le personnalisme et la solidarité, est adopté en juin 1978.

### Années 1990
Un mouvement important est né dans la fin des années 1990, quand le Finlandais Sauli Niinistö du Parti de la coalition nationale, a négocié la fusion de l'Union démocrate européenne, dont il était alors le président, avec le PPE. En octobre 2002, l'UDE a cessé ses activités après avoir été formellement absorbée par le PPE durant un événement spécial à Estoril, au Portugal. En reconnaissance de ses efforts, Niinistö a été élu président d'honneur du PPE la même année.
Pour la première fois, plus de la moitié des eurodéputés français de droite hors FN (53 %) siège au sein du groupe du Parti populaire européen après les élections européennes de 1999. Philippe Séguin étant opposé à ce que le RPR rejoigne ce groupe à cette occasion, il démissionne de la présidence du parti et se voit remplacé par Nicolas Sarkozy qui indique l'avoir convaincu « de ne pas manifester publiquement son désaccord grâce à un artifice qui permettait aux députés RPR d’adhérer au groupe PPE sans avoir à ratifier la charte du parti lui-même, dont les réminiscences fédéralistes et confessionnelles pouvaient choquer les moins enthousiastes des Européens parmi nous ». Comme le relève Laurent de Boissieu, « le parti néogaulliste adhère finalement en janvier 2001 au parti PPE. Entre 1999 et 2001, le RPR se trouve dans la même situation… et l’année suivante la nouvelle UMP reprendra à son compte cette appartenance ».

## Statuts
Les statuts du Parti populaire européen ont été adoptés lors du congrès de Marseille de décembre 2011. Selon ce texte, le PPE s’appuie notamment sur la « volonté commune [de ses membres] de fonder une Union européenne fédérale », et affirme que son but est de « promouvoir le processus d’unification et d’intégration fédérale en Europe ». Le PPE a néanmoins renié cette ligne sur Twitter en avril 2014, en réponse au journaliste Laurent de Boissieu.

## Manifestes

### Manifeste et programme de base
Lors du congrès de Bucarest en 2012, le Parti populaire européen a remis à jour son programme de base après vingt ans (congrès du PPE à Athènes en 1992) et a adopté un manifeste qui synthétise ses principales valeurs et politiques.
Entre autres, le manifeste met en avant :
- la liberté comme un droit de l’homme central[pas clair] et associé à la responsabilité ;
- le respect des traditions et des associations ;
- la solidarité pour aider ceux qui sont dans le besoin, qui, en retour, doivent aussi faire un effort pour améliorer leur situation ;
- assurer des finances publiques solides ;
- préserver un environnement sain ;
- la subsidiarité ;
- une démocratie pluraliste et l'économie sociale de marché.

Le manifeste décrit également les priorités du Parti populaire européen pour l’Union européenne, notamment :
- une Union européenne politique ;
- élections directes du président de la Commission européenne ;
- achèvement du marché commun européen ;
- promouvoir la famille, améliorer l’éducation et la santé ;
- le renforcement des politiques communes d'immigration et d'asile et d’intégration des immigrés ;
- poursuivre l’élargissement de l'Union européenne, renforcer la politique européenne de voisinage et offrir un cadre spécifique pour les relations avec les pays qui ne peuvent ou ne souhaitent pas faire partie de l’UE ;
- définir une véritable politique énergétique de l'Union européenne ;
- renforcer les partis politiques européens.

### Manifeste électoral
Lors des élections européennes de 2009, le Parti populaire européen a approuvé au congrès du mois d’avril à Varsovie son « Manifeste électoral », faisant de celui-ci l’élément principal de sa campagne. L'édition 2009 du manifeste électoral du PPE appelle à :
- la création de nouveaux emplois, la poursuite des réformes et l'investissement dans l'éducation, l'apprentissage en continu et l'emploi afin de créer des opportunités pour chacun ;
- éviter le protectionnisme ;
- coordonner les politiques fiscales et politiques monétaires ;
- améliorer la transparence et la surveillance des marchés financiers ;
- faire de l'Europe le leader du marché des technologies vertes ;
- augmenter la part des énergies renouvelables à au moins 20 % du mix énergétique en 2020 ;
- améliorer la flexibilité à la famille pour les parents qui travaillent, adopter des meilleures politiques du logement et de l’accueil des enfants, rendre la fiscalité plus favorable aux familles et encourager le congé parental pour les deux parents qui travaillent ;
- adopter pour l'Europe une stratégie destinée à attirer des travailleurs qualifiés en provenance du reste du monde afin que l'économie de l'Union européenne devienne plus compétitive, plus dynamique et plus axée sur le savoir.

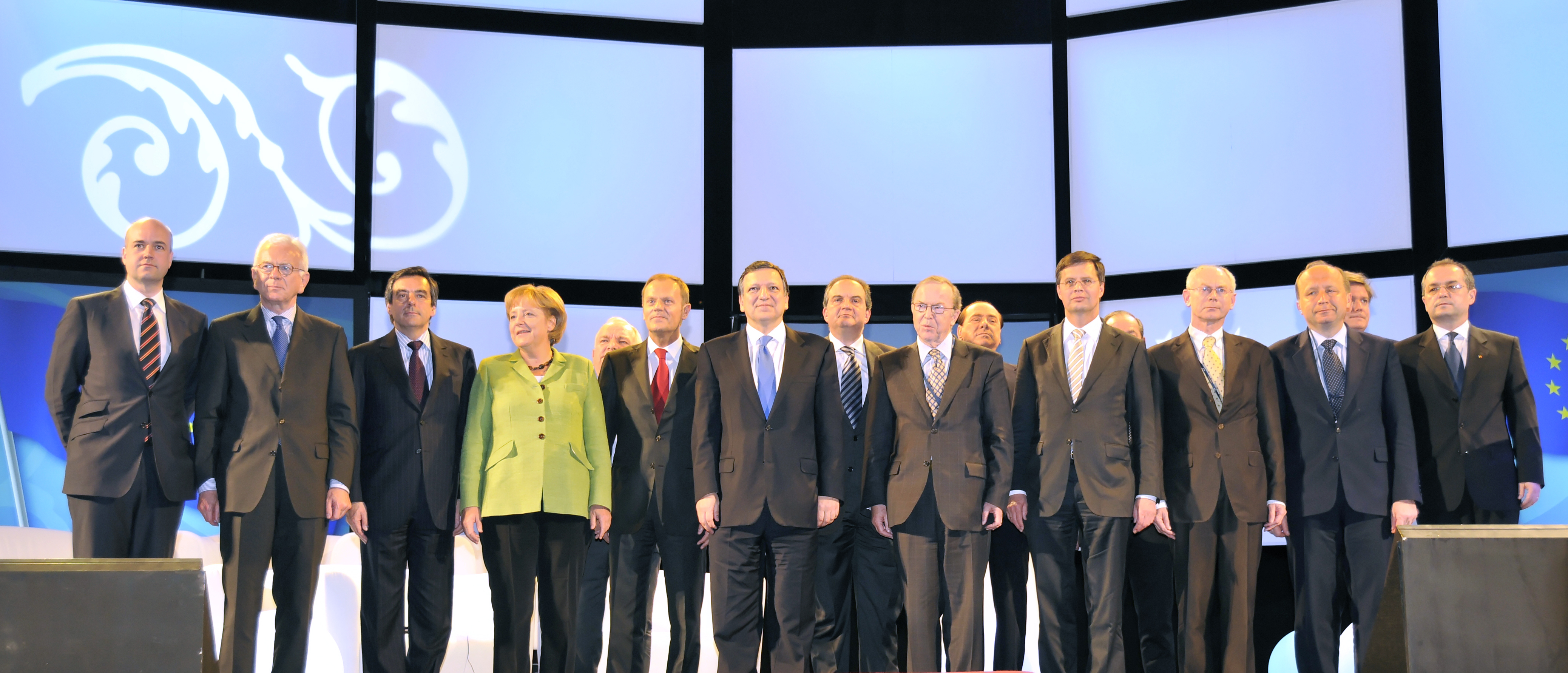
Lors du congrès de Varsovie, le PPE a soutenu José Manuel Durão Barroso pour un deuxième mandat comme président de la Commission.

## Présidents

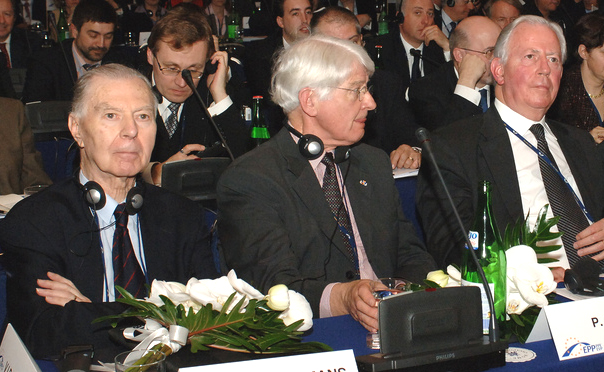
De gauche à droite : Tindemans, Bukman et Santer ; les présidents précédents.

Depuis sa création, le Parti populaire européen a eu sept présidents :
- Leo Tindemans, Belgique, CVP (1976 - 1985)
- Piet Bukman (en), Pays-Bas, CDA (1985 - 1987)
- Jacques Santer, Luxembourg, CSV (1987 - 1990)
- Wilfried Martens, Belgique, CVP puis CD&V (1990 - 2013)
- Joseph Daul, France, UMP puis Les Républicains (2013 - 2019)
- Donald Tusk, Pologne, PO (2019-2022)[8]
- Manfred Weber, Allemagne, CSU (depuis 2022)

Angela Merkel était parfois présentée comme la véritable leader du PPE, alors qu'aujourd'hui on souligne le rôle d'Ursula von der Leyen.

## Structure

### Organisation

#### Présidence
La présidence est l’organe exécutif du parti. Il décide des lignes directrices politiques générales du parti et préside l’Assemblée politique. La présidence se compose du président, de dix vice-présidents, de présidents d’honneur, du secrétaire général et du trésorier. En outre, le président du groupe PPE au Parlement européen, les présidents de la Commission, du Parlement, du Conseil ainsi que le Haut Représentant (tant qu’ils appartiennent à un parti membre) sont tous des vice-présidents ex-officio.

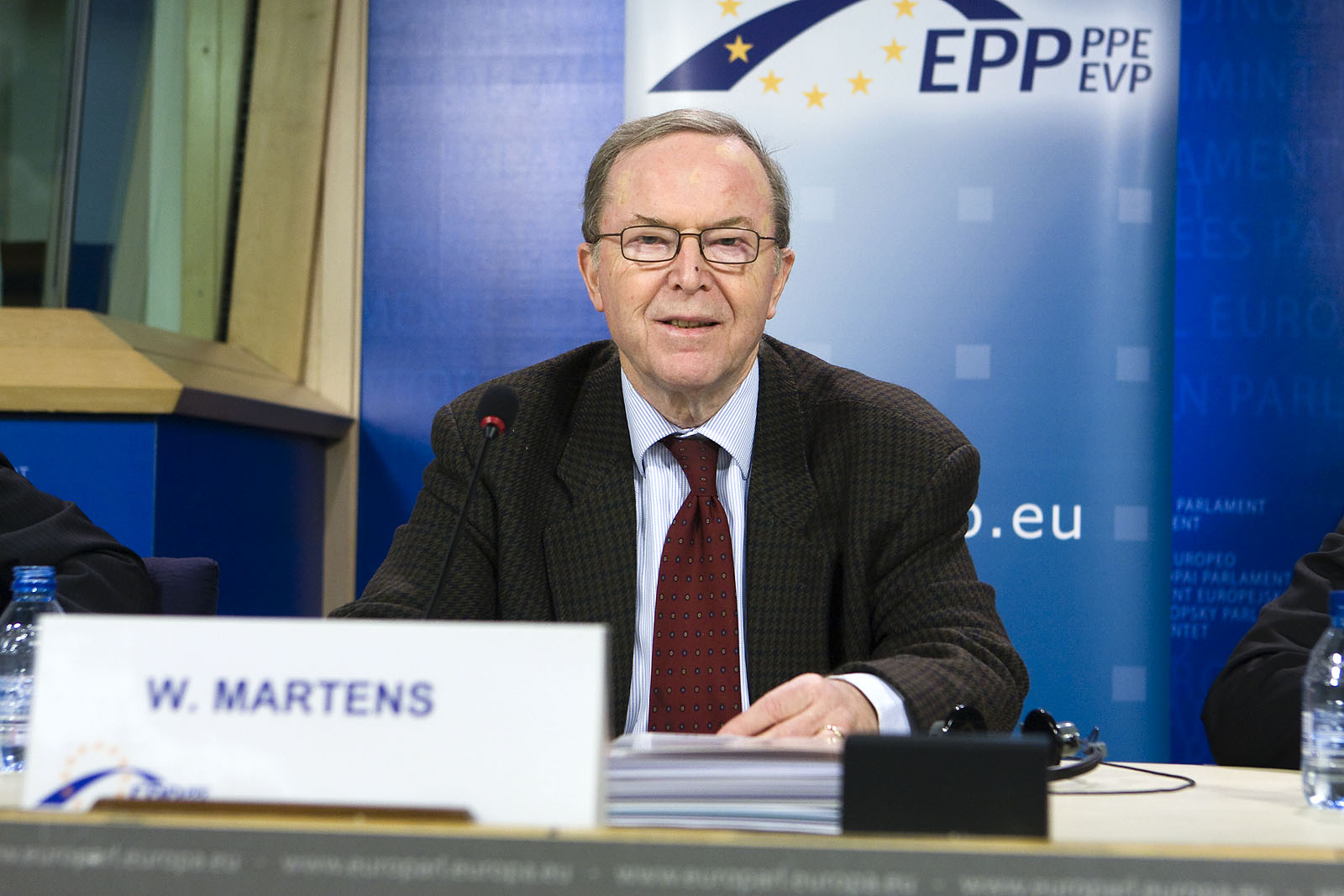
Président du PPE de 1990 à 2013, Wilfried Martens.

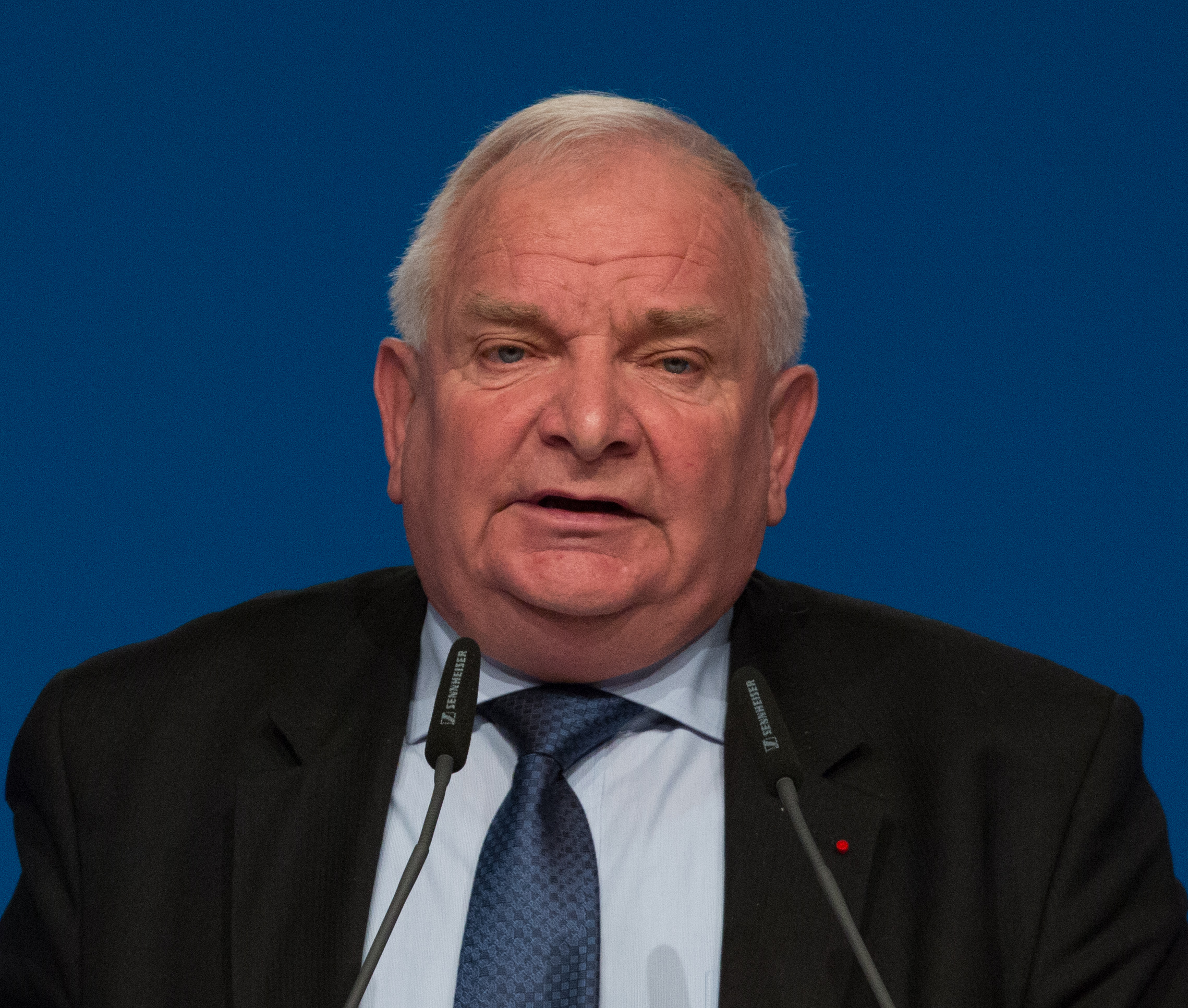
Président du PPE de 2013 à 2019, Joseph Daul.

Depuis le congrès du PPE qui s’est tenu à Zagreb les 20 et 21 novembre 2019, la présidence est composée comme suit :
- Donald Tusk : président
- Mariya Gabriel : vice-présidente
- David McAllister : vice-président
- Helen McEntee : vice-présidente
- Johannes Hahn : vice-président
- Esther de Lange : vice-présidente
- Antonio Tajani : vice-président
- Siegfried Mureșan : vice-président
- Franck Proust : vice-président
- Paulo Rangel : vice-président
- Petteri Orpo : vice-président
- Christian Schmidt : trésorier
- Antonio López-Istúriz White : secrétaire général

#### Assemblée politique
Le rôle de l’assemblée politique est de définir les positions politiques du parti entre chaque congrès, de décider des demandes d’adhésion, des lignes directrices politiques et du budget. L’Assemblée politique est composée de délégués désignés des partis membres PPE et des partis membres associés, ainsi que des associations et des groupes membres.
L’assemblée politique se réunit au moins trois fois par an.

#### Congrès
Le congrès constitue l’organe décisionnel suprême du parti est composé de délégués désignés des partis membres du Parti populaire européen et des partis membres associés, ainsi que des associations et des groupes membres.
Il se réunit une fois tous les trois ans, toutefois des congrès extraordinaires peuvent être (et ont déjà été) convoqués.
Le congrès élit la présidence du Parti populaire européen, décide des documents politiques principaux et des programmes électoraux et offre une plateforme pour les chefs de gouvernements du PPE et les chefs de partis.

### Activités

#### Sommet
Le Parti populaire européen interagit avec les principales institutions européennes. À l'invitation du président du PPE, le président de la Commission européenne, le président du Conseil européen, le président du Parlement européen ainsi que les chefs d'État et de gouvernements (ministres PPE lorsqu’ils sont des partenaires minoritaires de la coalition et les leaders de l’opposition lorsqu’ils ne sont pas au gouvernement) du PPE se rencontrent généralement quelques heures avant le sommet du Conseil européen pour le sommet du PPE en vue d’adopter les positions communes.
Les invitations sont envoyées par le Président du PPE et les participants sont, outre la présidence du parti, tous les Présidents et Premiers ministres qui sont membres du Conseil européen et qui appartiennent au PPE, les présidents du Parlement européen, de la Commission européen et du Conseil européen ainsi que le Haut Représentant de l'Union pour les affaires étrangères pourvu qu’ils appartiennent au PPE, les vice-premiers ministres ou ministres dans les cas où le Premier ministre du pays n’est pas issu d’un parti membre du PPE (notamment dans les coalitions gouvernementales). Dans le cas où aucun parti membre du PPE n’est au pouvoir, le leader du principal parti d’opposition du PPE est invité.

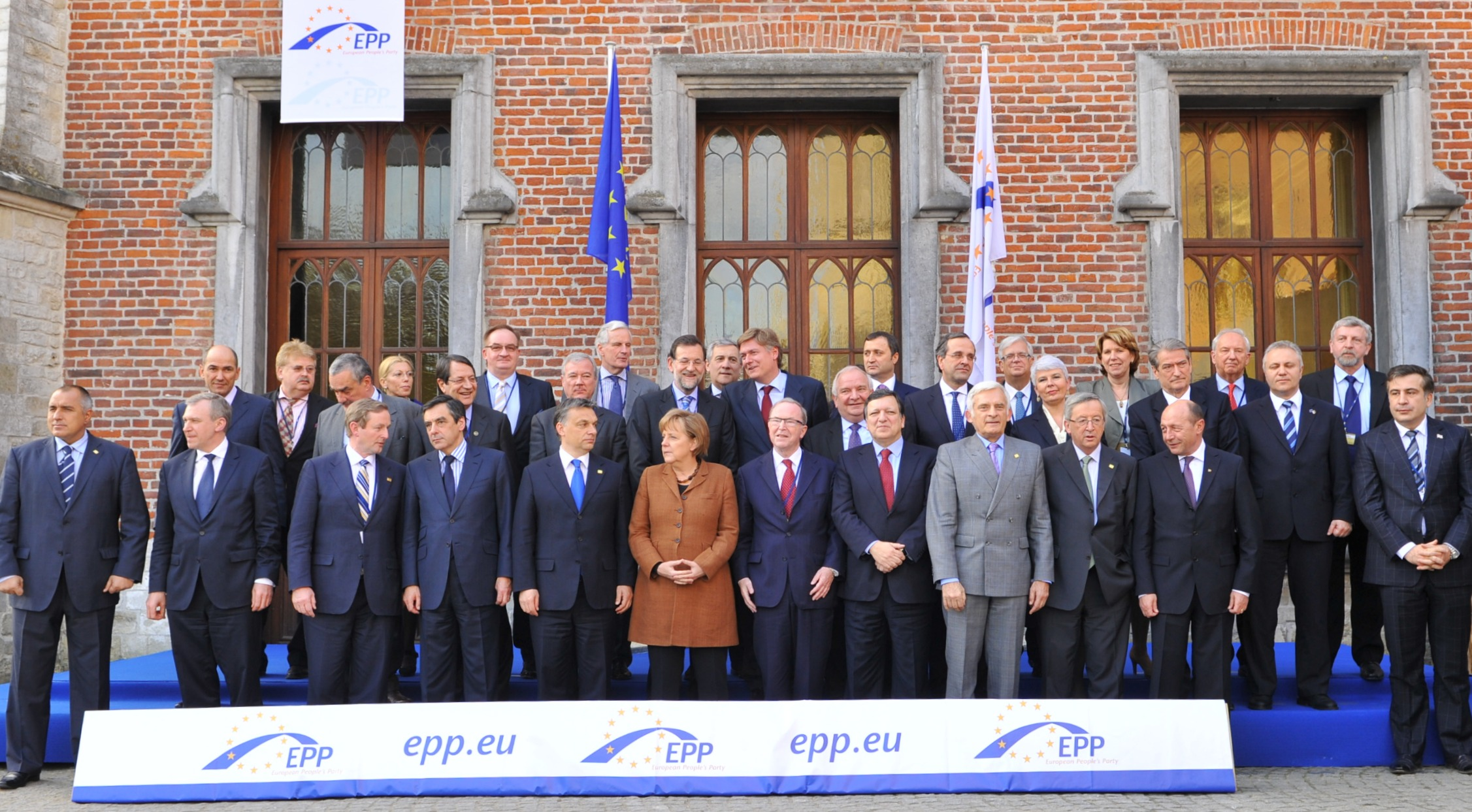
Photo de famille au sommet de 2011

#### Réunions ministérielles
À la suite du modèle, le Parti organise régulièrement des réunions ministérielles du PPE avant les réunions du Conseil de l'Union européenne. Les réunions des ministres du PPE ont habituellement lieu au siège du Parti. Le PPE organise au total douze différentes réunions ministérielles :
- Affaires générales
- Affaires étrangères
- Économie et Finances
- Emploi et Affaires sociales
- Industrie
- Défense
- Agriculture
- Environnement
- Justice
- Affaires intérieures
- Transports
- Énergie

#### Autres activités

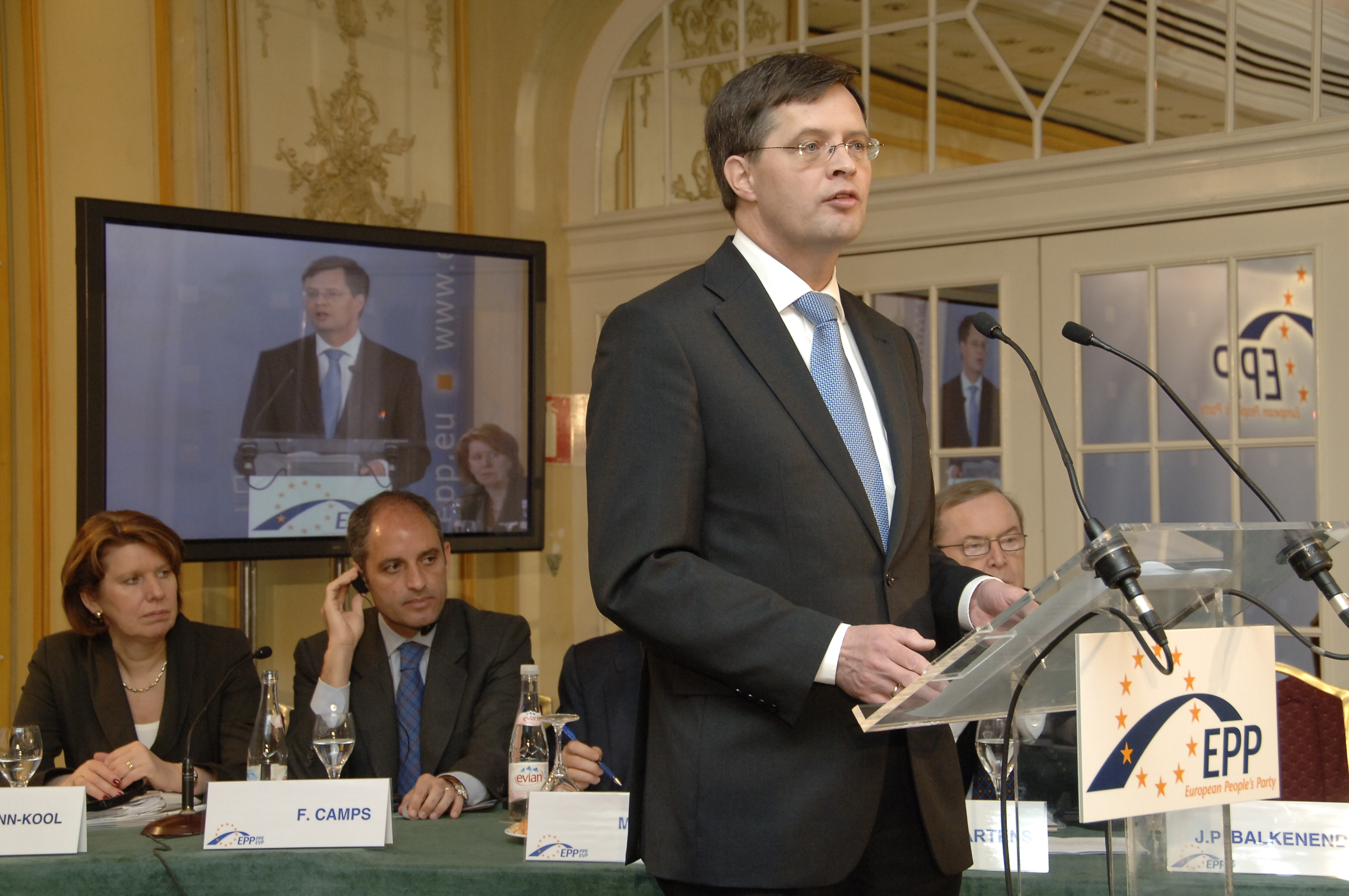
Jan Peter Balkenende, en 2008, à la Convention du PPE sur le changement climatique, à Madrid.

Le PPE prépare également avec ses membres affiliés de la Commission européenne des réunions ad hoc et il invite également les différents commissaires aux réunions du Sommet du PPE et à ses réunions ministérielles.
À la suite de l'amendement en 2007 du règlement de l'UE qui régit les partis européens, la responsabilité pour l’organisation de la campagne pan-européen pour les élections européennes (tous les cinq ans) incombe aux partis seuls. Selon le traité de Lisbonne, le PPE (comme tous les partis européens) doit présenter, dans le cadre de la campagne pour les élections européennes, un candidat à la présidence de la Commission européenne, ce qui a déjà été fait par le PPE avant la ratification du traité de Lisbonne, en soutenant en avril 2009 José Manuel Durão Barroso pour un second mandat.

## Financement
En tant que parti politique européen, le PPE a droit à un financement public européen, qu'il a reçu sans interruption depuis 2004.
Le graphique ci-dessous montre l'évolution du financement public européen reçu par le PPE.
Montant (€)Financement public européen des partis politiques européens03 000 0006 000 0009 000 00012 000 00015 000 00018 000 00020072010201320162019Somme maximum allouée au financement publicMontant de financement public effectivement reçu
Conformément au règlement sur les partis politiques européens et les fondations politiques européennes, le PPE collecte également des fonds privés pour cofinancer ses activités. En 2025, les partis européens doivent ainsi trouver au moins 10% de leurs dépenses remboursables auprès de sources privées, le reste pouvant être couvert par le financement public européen.
Le graphique ci-dessous montre l'évolution des contributions et des dons reçus par le PPE.
Montant (€)Contributions reçues par les partis politiques européens400 000600 000800 0001 000 0001 200 0001 400 0001 600 0001 800 0002004200920142019PPE
Montant (€)Financement public européen des partis politiques européens03060901201502004200720102013201620192022PPE

## Au sein des institutions européennes
Le Parti populaire européen détient actuellement la présidence d'une des trois principales institutions européennes : la Commission européenne dirigée par Ursula von der Leyen (CDU).

### Représentation au sein des institutions européennes
| Organisation        | Institution                                        | Nombre de sièges |
| ------------------- | -------------------------------------------------- | ---------------- |
| Union européenne    | Parlement européen                                 | 182 / 720        |
| Union européenne    | Commission européenne                              | 11 / 27          |
| Union européenne    | Conseil européen (chefs d'État ou de gouvernement) | 11 / 27          |
| Union européenne    | Conseil de l'UE (ministres)                        |                  |
| Union européenne    | Comité européen des régions                        | 118 / 329        |
| Conseil de l'Europe | Assemblée parlementaire (dans le groupe PPE)       | 132 / 612        |

### Conseil européen
Le Parti populaire européen compte actuellement au sein du Conseil européen douze des vingt-sept chefs d'État ou de gouvernement. Le PPE a également trois chefs d'État ou de gouvernements qui ne participent généralement pas au Conseil européen car cette responsabilité revient aux autres leaders de leurs pays : Alexander Stubb (Finlande, Kokoomus), Edgars Rinkēvičs (Lettonie, Unité) et Marcelo Rebelo de Sousa (Portugal, PSD).
| État membre | Représentant        | Parti politique | Membre du Conseil depuis | Photo                     |
| ----------- | ------------------- | --------------- | ------------------------ | ------------------------- |
| Allemagne   | Friedrich Merz      | CDU             | 6 mai 2025               | Friedrich Merz en 2025    |
| Autriche    | Christian Stocker   | ÖVP             | 3 mars 2025              | Christian Stocker en 2025 |
| Bulgarie    | Rossen Jeliazkov    | GERB            | 16 janvier 2025          | Rossen Jeliazkov          |
| Croatie     | Andrej Plenković    | HDZ             | 19 octobre 2016          | Andrej Plenković          |
| Finlande    | Petteri Orpo        | Kok             | 20 juin 2023             | Petteri Orpo              |
| Grèce       | Kyriákos Mitsotákis | ND              | 8 juillet 2019           | Kyriákos Mitsotákis       |
| Lettonie    | Evika Siliņa        | Unité           | 15 septembre 2023        | Evika Siliņa              |
| Luxembourg  | Luc Frieden         | CSV             | 17 novembre 2023         | Luc Frieden               |
| Pologne     | Donald Tusk         | PO              | 13 décembre 2023         | Donald Tusk en 2023       |
| Portugal    | Luís Montenegro     | PSD             | 3 avril 2024             | Luis Montenegro en 2024   |
| Roumanie    | Ilie Bolojan        | PNL             | 12 février 2025          | Ilie Bolojan              |
| Suède       | Ulf Kristersson     | M               | 17 octobre 2022          | Ulf Kristersson           |

### Commission européenne
| Pays      | Commissaire          | Portefeuille                                                                    | Parti politique | Photo                        |
| --------- | -------------------- | ------------------------------------------------------------------------------- | --------------- | ---------------------------- |
| Allemagne | Ursula von der Leyen | Présidente                                                                      | CDU             | Ursula von der Leyen en 2019 |
| Lettonie  | Valdis Dombrovskis   | Vice-président exécutif pour une Économie au service des personnes              | Unité           | Vladis Dombrovskis en 2019   |
| Croatie   | Dubravka Šuica       | Vice-présidente chargée de la Démocratie et de la Démographie                   | HDZ             | Dubravka Šuica en 2019       |
| Grèce     | Margarítis Schinás   | Vice-président chargé des Migrations et de la promotion du mode de vie européen | ND              | Margarítis Schinás en 2016   |
| Autriche  | Johannes Hahn        | Budget et Administration                                                        | ÖVP             | Johannes Hahn en 2019        |
| Irlande   | Mairead McGuinness   | Services financiers, stabilité financière et Union des marchés de capitaux      | FG              | Phil Hogan en 2016           |
| Bulgarie  | Mariya Gabriel       | Innovation, Recherche, Culture, Éducation et Jeunesse                           | GERB            | Mariya Gabriel en 2017       |
| Chypre    | Stélla Kyriakídou    | Santé et Sécurité alimentaire                                                   | DISY            | Stélla Kyriakídou en 2019.   |
| Roumanie  | Adina-Ioana Vălean   | Transports                                                                      | PNL             | Adina-Ioana Vălean en 2019   |

### Parlement européen
Le Parti populaire européen est le groupe parlementaire le plus important du Parlement européen : le groupe du Parti populaire européen. Lors de chaque élection européenne, les candidats élus qui étaient sur les listes de partis membres du PPE sont obligés de rejoindre le groupe PPE au Parlement européen. Le président actuel du groupe PPE au Parlement européen est l'allemand Manfred Weber (CSU).

## Au-delà de l'UE

### Dans les pays hors UE
À travers ses partis membres associés et observateurs, le PPE compte un chef d'État et de gouvernement dans des pays européens hors-UE : un des trois membres présidence tripartite de Bosnie-Herzégovine. Il participe aux sommets et réunions du PPE.
| Pays               | Représentant     | Parti politique | Au pouvoir depuis | Photo            |
| ------------------ | ---------------- | --------------- | ----------------- | ---------------- |
| Bosnie-Herzégovine | Šefik Džaferović | SDA             | 20 novembre 2018  | Sefik Dzaferovic |

### Conseil de l’Europe
Le Groupe du Parti populaire européen dans l’assemblée parlementaire du Conseil de l'Europe défend la liberté d’expression et d’information, ainsi que la liberté de circulation des idées et la tolérance religieuse. Il promeut le principe de subsidiarité et d’autonomie locale, ainsi que la défense des minorités nationales, sociales et autres. Le Groupe PPE/CD est dirigé par le sénateur polonais de la PO Aleksander Pociej.
Le groupe PPE/CD comprend aussi des partis qui ne sont pas membres du PPE comme l'Union patriotique (Liechtenstein), le Parti progressiste des citoyens (Liechtenstein) et l'Union nationale démocratique (Monaco).

### OSCE
Le groupe « PPE et parlementaires partageant les mêmes idées » à l’Assemblée parlementaire de l’OSCE est le groupe politique le plus actif au sein de cette organisation. Le groupe se réunit régulièrement et promeut les positions du PPE aux niveaux des processus décisionnels. Les membres du Groupe PPE participent aussi à des missions d’observation des élections de l’OSCE et sont engagés dans la promotion des valeurs et pratiques démocratiques.
Le groupe est présidé par Walburga Habsburg Douglas (Suède). La présidence du Groupe compte les vice-présidents suivants : Consiglio Di Nino (Canada), Vilija Aleknaitė Abramikiene(Lituanie), Laura Allegrini (Italie) et George Tsereteli (Géorgie).
Le groupe comprend des partis qui n'appartiennent pas au PPE comme l'Union patriotique (Liechtenstein), l'Union pour la Principauté (Monaco), le Parti conservateur du Royaume-Uni, le Parti conservateur du Canada et le Parti républicain des États-Unis.

### OTAN
En accord avec le statut du Parti, le PPE est également présent dans l’assemblée parlementaire de l’OTAN (NATO-PA) et constitue le groupe « PPE et membres associés ». C’est un groupe politique actif qui est mené par l’homme politique allemand (CDU) Karl Lamers, qui est aussi le président actuel de l’assemblée.
Les membres du Parti conservateur du Canada et du Parti républicain des États-Unis siègent également dans ce groupe.

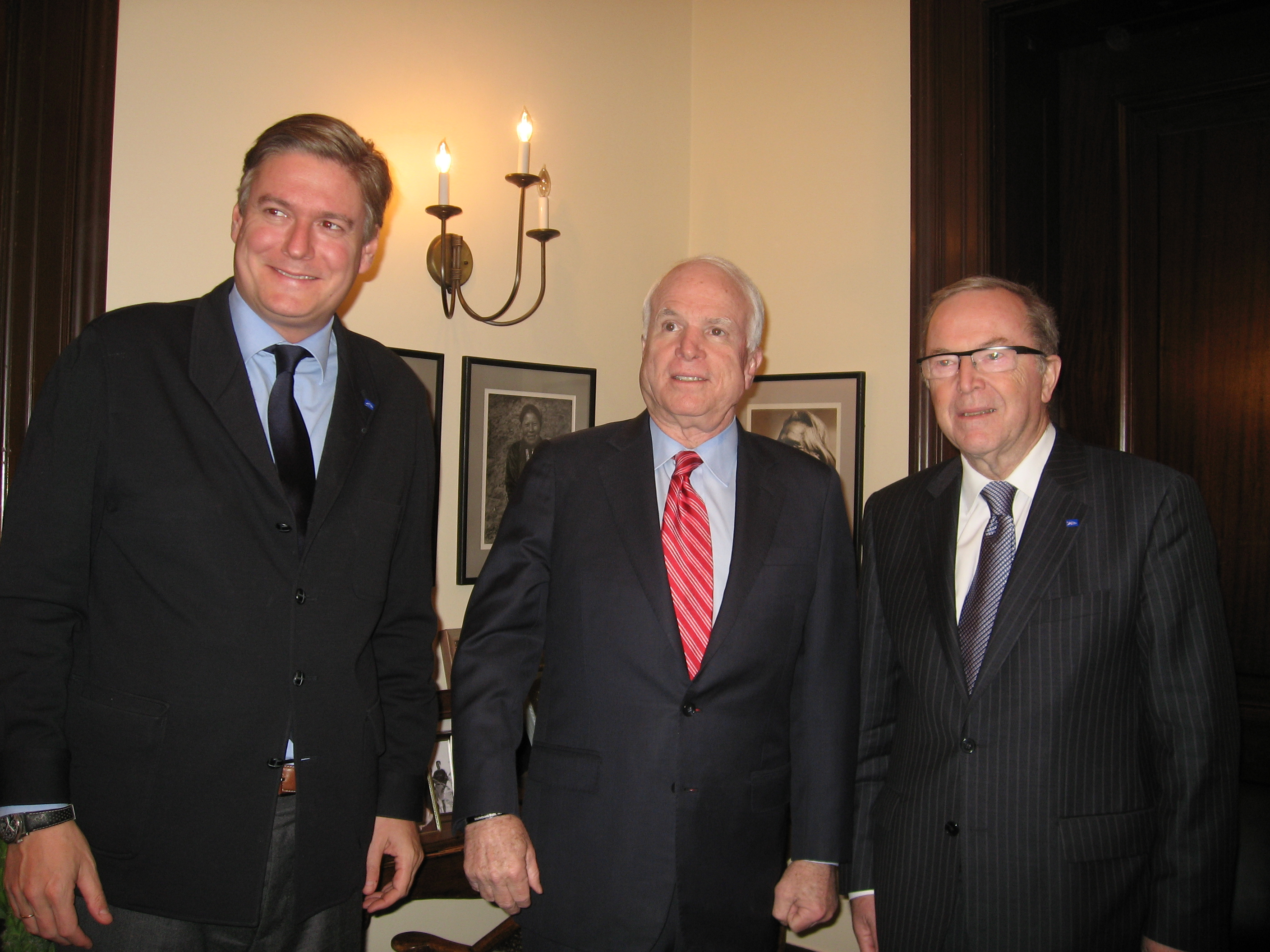
De gauche à droite: López-Istúriz, McCain & Martens

### Relations avec les États-Unis
Le PPE entretient des relations étroites avec l’International Republican Institute (IRI) et coopère dans le cadre de l’Initiative pour un partenariat européen. Le président du PPE Wilfried Martens a soutenu John McCain, le candidat républicain à la présidence pour les élections de 2008 aux États-Unis (McCain est également le président de l’IRI). En 2011, Martens et McCain ont fait un communiqué de presse commun exprimant leurs inquiétudes quant à la démocratie en Ukraine et le caractère politique du procès contre l’ex-première ministre Ioulia Tymochenko.

### Associations des partis internationaux
Le PPE est l’aile européenne de deux organisations internationales multilatérales de centre droit : l’Union démocrate internationale (IDU) l’Internationale démocrate centriste (CDI).

## Centre pour les études européennes
À la suite de la révision en 2008 du règlement de l'UE qui régit les partis politiques européens permettant la création de fondations européennes affiliées aux partis européens, le PPE a créé la même année sa fondation officielle/think-tank : le Centre d'études européennes (ou, Centre for European Studies, CES). Le CES comprend comme membres tous les grands groupes de réflexion nationaux et les fondations affiliées à des partis membres du PPE: la Fondation Konrad-Adenauer (CDU), Fondation Hanns Seidel (CSU), Fondation pour l'analyse et les études sociales (PP), l'Institut Constantin Karamanlis pour la Démocratie (en) (ND), Jarl Hjalmarson Foundation (MOD), et d'autres. Au cours de la campagne pour les élections européennes en 2009, le CES a lancé « tellbarroso.eu », module de campagne sur Internet pour soutenir José Manuel Barroso, le candidat du PPE, pour sa réélection comme président de la Commission.
L'Institut Robert Schuman basé a Budapest et la Fondation Robert Schuman basée au Luxembourg sont également affiliés au Parti populaire européen.

## Associations du PPE
Le PPE est lié à bon nombre d’associations spécifiques qui se concentrent en groupes spécifiques et qui, très souvent, organisent des séminaires, forums, publications et autres activités de leur propre initiative.
Ces associations sont les suivantes :

### Étudiants démocrates européens
Les Étudiants démocrates européens (EDS) est l’organisation d’étudiants officielle du PPE. Depuis sa création en 1961, l’EDS réunit des étudiants et des jeunes politiciens issus de toute l’Europe afin de promouvoir un échange politique pro-européen. Bien qu’il s’agisse d’une organisation d’étudiants, qui manifeste donc un grand intérêt pour les sujets tels que le processus de Bologne, l’organisation est aussi particulièrement consciente de l’importance de promouvoir des valeurs comme la liberté, la démocratie et les droits de l’homme. Dirigée par Juraj Antal, l’association compte quarante organisations membres qui représentent près de 500 000 personnes à travers le continent. Actuellement[Quand ?], l’EDS est représentée dans trente et un pays, incluant donc des pays non-membres de l’Union européenne comme la Biélorussie et la Géorgie. L’EDS n’est pas une organisation centralisée, mais plutôt une « organisation d’organisations », une structure de réseau dont le but général est de rassembler les forces des différents membres afin de permettre aux jeunes et aux étudiants de s’exprimer d’une seule voix. Chaque année, l’organisation propose des universités d’été et d’hiver, ainsi que plusieurs séminaires. Elle publie également un magazine biannuel intitulé Bullseye et défend, de diverses manières, les intérêts des jeunes.

### L’Union des citoyens européens séniors (ESCU)
Fondée à Madrid en 1995 et dirigée par Bernhard Worms (CDU), l’ESCU est la plus grande organisation politique de séniors en Europe. Elle est représentée dans vingt-six États avec quarante cinq organisations et environ 500 000 membres. L’ESCU s’implique dans la promotion des droits des citoyens européens séniors et de leur engagement dans la société. Les objectifs de l’ESCU sont la promotion du rôle des personnes âgées au sein de sociétés européennes vieillissantes, la lutte contre la discrimination des personnes plus âgées, le système européen des retraites, les personnes âgées et le volontariat, les relations et les participations intergénérationnelles.

### Union européenne des travailleurs chrétiens démocrates (EUCDW)
L’EUCDW est l’organisation du PPE pour les travailleurs, elle compte 24 organisations membres issues de 18 pays différents. En tant qu’association de travailleurs officiellement reconnue par le PPE, l’EUCDW est dirigée par Elmar Brok, MdPE, et poursuit les objectifs suivants : agir pour l’unification politique d’une Europe démocratique; promouvoir le développement du PPE sur la base d’un enseignement social-chrétien; représenter et défendre les intérêts des travailleurs dans les politiques européennes; travailler sur l’aboutissement des valeurs et politiques social-chrétiennes dans les mouvements des travailleurs européens; mettre en place une coopération entre les travailleurs et leurs représentants pour construire étape par étape le modèle social européen. En conséquence, au cours des dernières années, l’EUCDW s’est beaucoup impliquée pour influencer les politiques d’emploi et pour défendre une Europe unie en matière de justice sociale.

### PME Europe
L’Union SME du PPE est le réseau des hommes politiques et des organisations chrétiens-démocrates, conservateurs et libéraux favorables aux entreprises. Son objectif principal est d’influencer les politiques européennes de manière à les rendre plus favorables aux PME et ce en étroite coopération avec cercle des PME du Groupe PPE au Parlement européen, la DG Entreprise et les membres de l’union SME dans les partis membres du PPE. L’importance du travail de l’Union SME peut s’observer dans le fait que les PME sont considérées comme l’élément clé pour la durabilité de l’emploi, de la croissance et de la prospérité. Sa priorité est de réformer le cadre légal pour les PME en Europe et de promouvoir et soutenir les intérêts des PME qui — en raison de leur volonté de prendre des risques et leur responsabilité — constituent le moteur de l’économie de l’UE. L’Union SME est dirigée par Nadezhda Neynsky.

### Les femmes du Parti populaire européen (EPP Women)
EPP Women est reconnu par le PPE l’association officielle de femmes issues de partis aux opinions similaires en Europe. EPP Women compte plus de quarante organisations membres dans des pays de l’UE et au-delà. Ce sont là toutes des organisations de femmes de partis politiques qui sont membres du PPE.
EPP Women, dirigé par Doris Pack, s’implique dans le soutien à la participation politique des femmes à travers l’Europe et dans la promotion de questions importantes liées aux femmes.

### Jeunesse du Parti populaire européen (YEPP)
Le YEPP, dirigé par Csaba Domotor, est l’organisation officielle de la jeunesse du PPE, auto-administrée par son propre statut, programme politique et représentants élus. Les membres du YEPP sont des organisations politiques de jeunesses nationales. Le but des 51 organisations membres et du YEPP est d’offrir un canal aux jeunes afin d’influencer l’évolution de leurs sociétés via des moyens démocratiques et selon des idées de centre droit, chrétiennes-démocrates et conservatrices. Grâce à ses organisations membres, le YEPP réunit entre un et deux millions de jeunes dans 38 pays d’Europe. Cela fait du YEPP la plus grande organisation politique de jeunesse en Europe.

## Affiliation
Il existe trois types de membres au sein du PPE : membres complets, membres associés et les observateurs.
Les membres complets sont tous des partis de pays de l’UE. Ils bénéficient du droit de vote dans tous les organes et dans tous les domaines; alors que les membres associés bénéficient de mêmes droits de vote sauf pour les questions concernant la structure et les politiques de l’UE. Ces membres associés sont des partis des pays candidats à l’adhésion à l’UE et des pays de l’AELE.
À l’inverse, les membres observateurs peuvent participer à toutes les activités du PPE et assister aux Congres et Assemblées politiques, mais ne bénéficient d’aucun droit de vote.
Il existe aussi une affiliation spéciale, intitulée « membres individuels », et qui sont en fait tous les membres du groupe PPE au Parlement européen. D’autres membres du Parlement européen peuvent aussi devenir des membres individuels si cela est approuvé par l’assemblée politique.
Il est à noter que les commissaires Dacian Cioloș, Kristalina Gueorguieva et Andris Piebalgs sont tous membres du PPE malgré le fait qu’ils n’appartiennent à aucun parti national dans leurs pays.

## Membres

### Partis membres
| Pays       | Parti                                                                 | Chambre basse | Chambre haute | Parlement européen | Depuis    |
| ---------- | --------------------------------------------------------------------- | ------------- | ------------- | ------------------ | --------- |
| Allemagne  | Union chrétienne-démocrate (CDU)                                      | 152 / 734     | 19 / 69       | 23 / 96            | 1976      |
| Allemagne  | Union chrétienne-sociale en Bavière (CSU)                             | 44 / 734      | 6 / 69        | 6 / 96             | 1976      |
| Allemagne  | Total                                                                 | 196 / 734     | 25 / 69       | 29 / 96            |           |
| Autriche   | Parti populaire autrichien (ÖVP)                                      | 71 / 183      | 24 / 60       | 7 / 19             | 1991      |
| Belgique   | Christen-Democratisch en Vlaams (CD&V)                                | 12 / 150      | 5 / 60        | 2 / 21             | 1976      |
| Belgique   | Les Engagés (LE)                                                      | 5 / 150       | 2 / 60        | 1 / 21             | 1976-2024 |
| Belgique   | Total                                                                 | 17 / 150      | 7 / 60        | 3 / 21             |           |
| Bulgarie   | Démocrates pour une Bulgarie forte (DSB)                              | 10 / 240      |               | 1 / 17             | 2007      |
| Bulgarie   | Union des forces démocratiques (SDS)                                  | 2 / 240       |               | 1 / 17             | 1998      |
| Bulgarie   | Citoyens pour le développement européen de la Bulgarie (GERB)         | 67 / 240      |               | 5 / 17             | 2008      |
| Bulgarie   | Parti démocrate (DP)                                                  | 0 / 240       |               | 0 / 17             | 1998      |
| Bulgarie   | Mouvement Bulgarie pour les citoyens                                  | 0 / 240       |               | 0 / 17             | 2015      |
| Chypre     | Rassemblement démocrate (DISY)                                        | 17 / 56       |               | 2 / 6              | 1994      |
| Croatie    | Union démocratique croate (HDZ)                                       | 55 / 151      |               | 4 / 12             | 2002      |
| Danemark   | Parti populaire conservateur (KF)                                     | 10 / 179      |               | 1 / 14             | 1993      |
| Danemark   | Chrétiens démocrates                                                  | 0 / 179       |               | 0 / 14             | 1993      |
| Estonie    | Isamaa                                                                | 10 / 101      |               | 1 / 7              | 2004      |
| Finlande   | Parti de la coalition nationale (KOK)                                 | 48 / 200      |               | 3 / 14             | 1995      |
| France     | Les Républicains (LR)                                                 | 39 / 577      | 121 / 348     | 7 / 79             | 2002      |
| Grèce      | Nouvelle Démocratie (ND)                                              | 158 / 300     |               | 6 / 21             | 1983      |
| Hongrie    | Fidesz (quitte le PPE le 3 mars 2021)                                 |               |               |                    |           |
| Hongrie    | Parti populaire démocrate-chrétien (KDNP)                             | 19 / 199      |               | 1 / 21             | 2007-2024 |
| Irlande    | Fine Gael (FG)                                                        | 34 / 160      | 16 / 60       | 5 / 13             | 1976      |
| Italie     | Forza Italia (FI)                                                     | 44 / 400      | 19 / 200      | 11 / 76            | 1999      |
| Italie     | Union de centre (UdC)                                                 | 1 / 400       | 1 / 200       | 0 / 76             | 1976      |
| Italie     | Alternative populaire                                                 | 0 / 400       | 0 / 200       | 0 / 76             | 2014      |
| Lettonie   | Unité                                                                 | 23 / 100      |               | 3 / 8              | 2013      |
| Lituanie   | Union de la patrie - Chrétiens-démocrates lituaniens (TS-LKD)         | 50 / 141      |               | 4 / 11             | 1996      |
| Luxembourg | Parti populaire chrétien-social (CSV)                                 | 21 / 60       |               | 2 / 6              | 1976      |
| Malte      | Parti nationaliste (PN)                                               | 35 / 79       |               | 2 / 6              | 2004      |
| Pays-Bas   | Appel chrétien-démocrate (CDA)                                        | 5 / 150       | 6 / 75        | 5 / 29             | 1976      |
| Pologne    | Plate-forme civique (PO)                                              | 126 / 460     | 41 / 100      | 14 / 52            | 2003      |
| Pologne    | Parti paysan polonais (PSL)                                           | 28 / 460      | 4 / 100       | 3 / 52             | 2004      |
| Portugal   | Parti social-démocrate (PSD)                                          | 78 / 230      |               | 6 / 21             | 1996      |
| Portugal   | CDS – Parti populaire (CDS–PP)                                        | 2 / 230       |               | 1 / 21             | 2009      |
| Tchéquie   | Union chrétienne démocrate – Parti populaire tchécoslovaque (KDU-CSL) | 23 / 200      | 12 / 81       | 2 / 21             | 1996      |
| Tchéquie   | TOP 09                                                                | 14 / 200      | 6 / 81        | 2 / 21             | 2011      |
| Roumanie   | Parti Mouvement populaire (PMP)                                       | 0 / 330       | 0 / 136       | 2 / 33             | 2014      |
| Roumanie   | Parti national libéral (PNL)                                          | 79 / 330      | 36 / 136      | 10 / 33            | 2014      |
| Roumanie   | Union démocrate magyare de Roumanie (UDMR)                            | 20 / 330      | 9 / 136       | 2 / 33             | 1998      |
| Slovaquie  | Union démocrate et chrétienne slovaque - Parti démocrate (dissous)    | 0 / 150       |               | 0 / 14             | 2003      |
| Slovaquie  | Parti de la communauté hongroise (SMK-MKP)                            | 0 / 150       |               | 0 / 14             | 2000      |
| Slovaquie  | Mouvement chrétien-démocrate (KDH)                                    | 12 / 150      |               | 2 / 14             | 2002      |
| Slovaquie  | Most-Híd                                                              | 0 / 150       |               | 0 / 14             | 2013      |
| Slovénie   | Parti démocratique slovène (SDS)                                      | 27 / 90       |               | 2 / 8              | 2001      |
| Slovénie   | Nouvelle Slovénie (NSi)                                               | 8 / 90        |               | 1 / 8              | 2001      |
| Slovénie   | Parti populaire slovène (SLS)                                         | 0 / 90        |               | 1 / 8              | 2001      |
| Espagne    | Parti populaire (PP)                                                  | 137 / 350     | 140 / 266     | 14 / 59            | 1991      |
| Espagne    | Union démocratique de Catalogne (dissous)                             | 0 / 350       | 0 / 266       | 0 / 59             | 1986      |
| Suède      | Modérés (M)                                                           | 68 / 349      |               | 4 / 21             | 1995      |
| Suède      | Chrétiens-démocrates (KD)                                             | 19 / 349      |               | 2 / 21             | 1995      |
| Total      | Total                                                                 | 1595 / 6319   | 474 / 1455    | 175 / 705          | 1976      |

### Membres associés
| Pays              | Parti | Chambre basse | Chambre haute | Depuis |
| ----------------- | --- | ------------- | ------------- | ------ |
| Albanie           | Parti démocrate d'Albanie                                                                                                  | 46 / 140      | —             | 2003   |
| Macédoine du Nord | Organisation révolutionnaire macédonienne intérieure - Parti démocratique pour l'unité nationale macédonienne (VMRO-DPMNE) | 58 / 120      | —             | 2007   |
| Norvège           | Parti conservateur (H) | 36 / 169      | —             | 1995   |
| Serbie            | Alliance des Magyars de Voïvodine                                                                                          | 6 / 250       | —             | 2007   |
| Serbie            | Parti progressiste serbe                                                                                                   | 103 / 250     | —             | 2016   |
| Suisse            | Le Centre (LC) | 29 / 200      | 15 / 46       | 1994   |

### Membres observateurs
| Pays               | Parti                                                       | Chambre basse | Chambre haute | Parlement européen | Depuis |
| ------------------ | ----------------------------------------------------------- | ------------- | ------------- | ------------------ | ------ |
| Arménie            | Parti républicain d'Arménie                                 | 4 / 107       | —             | —                  | 2012   |
| Arménie            | État de droit                                               | 0 / 107       | —             | —                  | 2012   |
| Arménie            | Héritage                                                    | 0 / 107       | —             | —                  | 2012   |
| Biélorussie        | Parti du front populaire biélorusse (BNF)                   | 0 / 110       | 0 / 64        | —                  | 2006   |
| Biélorussie        | Parti civil uni de Biélorussie (AHP)                        | 0 / 110       | 0 / 64        | —                  | 2006   |
| Bosnie-Herzégovine | Parti d'action démocratique (SDA)                           | 8 / 42        | 2 / 15        | —                  | 2004   |
| Bosnie-Herzégovine | Union démocratique croate de Bosnie et Herzégovine (HDZBiH) | 4 / 42        | 3 / 15        | —                  | 2004   |
| Bosnie-Herzégovine | Union démocratique croate 1990 (en) (HDZ 1990)              | 0 / 42        | 0 / 15        | —                  | 2014   |
| Bosnie-Herzégovine | Parti du progrès démocratique (PDP)                         | 2 / 42        | 0 / 15        | —                  | 2004   |
| Finlande           | Chrétiens-démocrates (KD)                                   | 5 / 200       | —             | 0 / 14             | 2001   |
| Géorgie            | Mouvement national uni (UNM)                                | 23 / 150      | —             | —                  | 2008   |
| Géorgie            | Géorgie européenne (EG)                                     | 0 / 150       | —             | —                  | 2017   |
| Italie             | Parti populaire sud-tyrolien (SVP)                          | 3 / 400       | 2 / 200       | 1 / 76             | 1994   |
| Italie             | Parti autonomiste tridentin et tyrolien (PATT)              | 1 / 400       | 0 / 200       | 0 / 76             | 2016   |
| Kosovo             | Ligue démocratique du Kosovo                                | 16 / 120      | —             | —                  | 2012   |
| Moldavie           | Parti libéral-démocrate de Moldavie (PLDM)                  | 0 / 101       | —             | —                  | 2011   |
| Norvège            | Parti populaire chrétien (KrF)                              | 3 / 169       | —             | —                  | 1999   |
| Saint-Marin        | Parti démocrate-chrétien saint-marinais (PDCS)              | 21 / 60       | —             | —                  | 1993   |
| Ukraine            | Union panukrainienne « Patrie »                             | 24 / 450      | —             | —                  | 2008   |
| Ukraine            | Alliance démocratique ukrainienne pour la réforme (UDAR)    | —             | —             | —                  | 2013   |
| Ukraine            | Front populaire (NF)                                        | 0 / 450       | —             | —                  | 2019   |
| Ukraine            | Solidarité européenne (ES)                                  | 27 / 450      | —             | —                  | 2019   |
| Ukraine            | Samopomitch (OS)                                            | 1 / 450       | —             | —                  | 2019   |

Le Parti de la justice et du développement (AKP), membre observateur de 2005 à 2013, a quitté le PPE en novembre 2013 pour rejoindre l'Alliance des conservateurs et réformistes européens, en déclarant être déçu de ne pas avoir été admis comme membre associé.

### Membres individuels
Le PPE comprend également un certain nombre de membres individuels, bien que, comme la plupart des autres partis européens, il n'ait pas cherché à développer une adhésion individuelle de masse.
Le graphique ci-dessous montre l'évolution des membres individuels du PPE depuis 2019.
Membres individuelsMembres individuels des partis politiques européens9121518212427201920202021202220232024PPE